# Quake III Arena
Quake III Arena o Quake 3 (també reconegut amb els abreujaments Q3:A, Q3A o Q3) és un videojoc d'acció en primera persona publicat el 2 de desembre de 1999. El joc va ser desenvolupat per id Software, amb música composta per Sonic Mayhem i Front Line Assembly. Quake III Arena és el tercer títol en la sèrie i difereix de jocs anteriors de la sèrie Quake a excloure els elements comuns dels denominats jocs per només un jugador, enfocant-se en el seu lloc en l'acció multijugador. L'experiència solitària en Quake III Arena és un combat d'Arena contra oponents controlats per PC, en un estil similar al seu competidor, Unreal Tournament.
Igual que en molts jocs del gènere en la seva manera multijugador, l'objectiu en Quake III Arena és moure's a través de tot el camp de batalla eliminant (fraguejant, de l'anglès frag) als jugadors enemics i anotant-se punts basant-se en els objectius del tipus de joc. Quan els punts de vida d'un jugador arriben a zero, l'avatar del jugador és eliminat (fraguejat); després el jugador reapareix en un altre punt del mapa i segueix jugant amb els seus punts de vida restaurats, però sense les armes ni ítems que va recol·lectar anteriorment. El joc acaba quan un jugador o equip aconsegueix una puntuació específica, o quan s'acaba el temps. La manera d'un només jugador del joc consta d'aquest objectiu contra oponents controlats per computadora (bots). Les maneres de joc que venen per defecte en Quake III Arena són deathmatch (combat mortal), team deathmatch (combat mortal per equips), capturi the flag (capturar la bandera), i tournament (torneig), en el qual els jugadors posen a prova les seves habilitats entre ells en batalles un contra un, i una ronda d'eliminació.
Una expansió oficial, anomenada Quake III: Team Arena, (Q3TA) va sortir a la venda al desembre de 2000. Aquest es va concentrar a posar l'accent en el joc en equip a través de noves modalitats de joc, a més d'incloure noves armes, mapes, ítems, i models de jugador. Així i tot, Team Arena va ser criticat perquè les seves novetats estaven endarrerides, i ja havien estat implementades mitjançant modificacions fetes per fanàtics del joc. Uns anys més tard, Quake III: Gold va ser posat a la venda, contenint a Q3A i Q3TA com si fossin un sol videojoc.
El 19 d'agost de 2005 id Software va publicar el codi font complet per a aquests dos jocs sota la llicència Llicència pública general de GNU (GPL), així com van fer amb els seus motors i treballs anteriors. Això no converteix al joc completament en GNU, de totes maneres, ja que les textures i altres dades no van ser publicats amb el codi. Un projecte anomenat OpenArena soluciona aquest problema, creant contingut "obert" i lliurant-ho amb el motor gràfic com un clon stand-alone de Quake III.

## Desenvolupament
A principis de març de l'any 1999, ATI va mostrar una còpia del joc exclusiva per a ús intern per a venedors de maquinari. (IHV) Aquesta va contenir un motor gràfic completament funcional del joc i un nivell amb diverses textures i armes funcionant. Aquesta còpia IHV va portar totes les armes que finalment apareixerien en el joc, no obstant això, moltes d'elles encara no estaven completes quant als seus models. Una motoserra i un llançaganxos (l'arma inclosa en CTF de Quake II) van estar en aquesta demo IHV, però finalment no van aparèixer en la versió final de sortida del joc. Aquesta va incloure a més varis dels sons que després apareixerien en el joc.
Després del fiasco de la IHV, id Software va llançar una beta de Quake III cridada Q3Test el 24 d'abril de 1999. Q3Test va començar amb la versió 1.05. Aquesta va incloure tres nivells que després serien inclosos en el llançament final: dm7, dm17, i q3tourney2. Van continuar actualitzant Q3Test fins a la versió 1.11.
Inicialment en Q3Test les ordres de consola no necessitaven prefixar-se amb '/'. Si un comando era ingressat com typo o instrucció incorrecte, es mostraria com un missatge de text perquè tots vegin l'error. Això causava un problema greu per als administradors de servidors, ja que si un ingressava la contrasenya per accedir a les opcions d'administració del seu servidor i escrivia malament el comando, podia deixar al descobert la contrasenya del mateix i deixar que uns altres controlin el servidor a gust. Agregar un '/' abans d'ingressar un comando assegurava que el mateix quedés en privat.
Durant un temps en el llançament final del joc, el Gauntlet (arma cos-a-cos del joc) es va poder usar per matar instantàniament a qualsevol jugador accionant-ho i traient alhora el quadre de diàleg de text. Si el jugador s'apropava, moria a l'instant.

## Altres versions

### Dreamcast
Q3A va tenir la seva versió per a la consola Sega Dreamcast l'any 2000. Aquesta versió va portar suport per al joc en línia per 4 jugadors contra jugadors de PC i Dreamcast. El seu portació a la consola és considerada a més com la millor d'un joc de PC a una consola del seu temps, gràcies al seu fluid nombre de quadres per segon i el seu joc en línia. Abans que Activision pogués llançar un pack de mapes "oficial" per al joc en la consola, una còpia "hackejada" de tots els mapes del joc per Dreamcast va aparèixer per sorpresa. Aquest pack incloïa els mapes dissenyats específicament per a l'acció a pantalla dividida de la consola, els quals mai van tenir plans de ser llançats para PC. Una vegada que el pack de mapes "oficial" va veure la llum, aconseguir aquell un altre pack es va fer més difícil. Els jugadors de PC necessitaven una versió vella del joc (1.16n) per jugar amb els seus parells de Dreamcast, però els mapes van acabar funcionant sense problemes en la versió final 1.32.

### PlayStation 2
Quake III Revolution va ser llançat per a la videoconsola PlayStation 2 en 2001 i va contenir diversos elements adoptats de Quake III: Team Arena, a més d'una campanya per a un sol jugador més enfocada a les missions. No va tenir el mateix èxit que el seu contraparte de Dreamcast, en mancar de joc en línia. Així i tot tenia una manera de pantalla partida a quatre jugadors i va ser un dels primers jocs a aprofitar tot el potencial de la consola.

### Xbox
Q3A també té una versió no oficial per a la consola Xbox, basada en l'alliberament del codi font, que sumat a la filtració del SDK de la consola va fer possible la realització d'un port gratuït, encara que no obstant això requereix arxius originals de Quake 3 que no poden distribuir-se, i que ha de posseir l'usuari final, això sense oblidar el fet que els executables creats amb el SDK de Xbox filtrat són il·legals. El joc és un port fidel de la versió PC, possibilitant el joc en línia amb els servidors de Quake 3 (així com el joc en línia LAN amb versions de PC) i sense usar els de Xbox Live. És compatible amb els mods existents de Quake 3 amb la possibilitat de sofrir alentiments amb alguns massa complexos o pesats amb els recursos disponibles.

### Xbox 360
Quake III: Team Arena va ser revelat recentment en un llistat de la ESRB per a la consola Xbox 360. El títol està sent desenvolupat per Pi Studios.

### PSP
També basant-se en el codi alliberat es va fer un port per Playstation portable que corre a 15-20 fps,
encara és impossible connectar-se a LAN, i mapes grans no corren però és d'alguna manera jugable.

## Tecnologia

### Gràfics
A diferència d'altres videojocs que van aparèixer en el seu moment, Quake III va requerir una placa acceleradora gràfica compatible amb OpenGL i no va incloure un renderitzador de gràfics per programari. La tecnologia gràfica del joc està basada fermament al voltant d'un sistema de "shaders" on les aparences de moltes superfícies poden ser definides en un de diversos arxius de text referits com "shader scripts". Els shaders són descrits i renderitzats com diverses capes, cadascuna contenint una textura, una manera de barreja o blend que determina com ha de superposar-se a l'última, i maneres d'orientació de textura tals com a mapatge d'ambients, verticalització, (scrolling) i rotació. Aquestes característiques es poden veure fàcilment dins del joc, amb moltes superfícies brillants i actives en cada mapa, i més encara en els models dels personatges. El sistema de shaders va molt més enllà de la simple aparença, definint a més els continguts dels volums, (per exemple, un volum d'aigua és definit com a tal aplicant un shader d'aigua a les seves superfícies) emissió de llums, i quin so reproduir en entrar a un volum.
Quake III, a més, va introduir superfícies corbes basades en splines en conjunt amb els volums planars, tots dos responsables de la gran majoria de les superfícies llises presents en el joc.
La versió original de Quake III va portar suport per a models animats usant animació de vèrtex amb etiquetes adjuntes, permetent als models mantenir la separació de les animacions del tors i les cames, a més de sostenir armes. Amb el llançament de Quake 3: Team Arena, es va agregar el suport per a models sobre esquelets. Quake 3 és un dels primers jocs on el model en tercera persona pot veure cap amunt, cap avall, i als voltants. (A causa de la separació del cap, el tors i les cames)
Els vídeos en el joc usen un format propietari anomenat "RoQ", originat en el joc The 11th Hour. Graeme Vaig esdevenir, dissenyador de Quake 3, apareix com el creador del format en The 11th Hour, que a més conté vídeos en RoQ. Internament, RoQ usa quantificació de vectors per codificar el vídeo i DPCM per codificar l'àudio. Si bé el format mateix és propietari, se li va aplicar l'enginyeria inversa amb èxit en 2001, i el descodificador RoQ actual està present en el codi font llançat de Quake III. RoQ té molt poc ús fora dels jocs basats en els motors gràfics de Quake III o Doom 3, però està suportat per molts dels reproductors actuals (com el MPlayer) i existeixen a més diversos descodificadors fets per tercers.
Altres característiques visuals inclouen boira volumètrica, miralls, portals, restes, i distorsió de vèrtex en forma d'ona.

### So
El sistema de so de Quake III té sortida per a dos canals usant un buffer de bucle de sortida, barrejat des de 96 pistes amb espacialització estèreo i efectes Doppler. Totes les barreges de so es fan dins del motor, la qual cosa pot crear problemes per a les llicències que esperen implementar EAX o suport per so envolupant. Certs efectes populars tals com a ressons, a més, brillen per la seva absència.
Un dels majors problemes del sistema de so és que el mesclador no té el seu propi thread, així que si el joc es deté per molt temps (particularment en navegar els menús o connectar-se a un servidor), el petit buffer de sortida comença a repetir-se, un problema molt notable. Aquest problema a més està present en els motors de Doom, Quake, i Quake II.

### Treball en xarxa
Quake III usa un sistema de "snapshots" per recol·lectar informació sobre les pantalles del joc i pujar-les a un client UDP. El servidor actualitza la interacció dels objectes a una freqüència fixa i independent de les freqüències dels clients que actualitzen el servidor amb les seves accions. Després intenta enviar l'estat de tots els objectes en aquest punt a temps (la pantalla actual) a cada client. El servidor intenta ometre tanta informació com sigui possible sobre cada pantalla, manant només diferències des de l'última pantalla confirmada com rebuda pel client. A més, es comprimeixen gairebé tots els paquets de dades usant la codificació de Huffman, usant dades estàtiques i prèviament calculats de la freqüència, per reduir l'amplada de banda fins i tot a futur.
Quake III, a més, va integrar un sistema de protecció contra paranys relativament elaborat, anomenat "pure server" o servidor pur. Qualsevol client que es connecti a un servidor pur automàticament activa la manera pura, i quan aquest està actiu, només es pot accedir als arxius dins dels paquets de dades. Els clients, a més, són desconnectats si els seus paquets de dades fallen durant un dels diversos controls d'integritat. L'arxiu cgame.qvm, a causa del seu alt potencial per ser modificat amb males intencions, està subjecte a controls addicionals d'integritat. El sistema pot ser un obstacle per als desenvolupadors, els qui han de desactivar manualment el servidor pur per provar mapes o modificacions que encara no estan en els paquets de dades. Versions posteriors van reemplaçar el servidor pur pel suport per l'anticheat PunkBuster, si bé tots els vincles entre el joc i aquest programari estan absents en el codi font llançat, per la naturalesa de codi tancat de PunkBuster i que la seva inclusió en el codi sigui una violació a la Llicencia GNU.

### Màquina virtual
Quake III a més conté una màquina virtual utilitzada per controlar el comportament dels objectes, efectes i predicció del client, tots aquests en el servidor, i la interfície d'usuari. Això va presentar molts avantatges, ja que els autors de les modificacions no necessitaven preocupar-se per arruïnar el joc amb mal codi, i els clients podien mostrar efectes més avançats o millors menús de joc dels quals van ser possibles amb el motor de Quake II, a més de l'alta personalització que va guanyar la interfície d'usuari per a les modificacions.
Els arxius de la MV van ser programats en ANSI C, utilitzant LCC per compilar-los al format pseudo-assemblador RISC de 32 bits. Després, són convertits per una eina anomenada q3asm a arxius QVM, que són arxius multi-segmentats compostos per dades estàtiques i instruccions basades en un set reduït de codis operacionals  d'entrada. Tret que hi hagi operacions que requereixin un endianness específic, un arxiu QVM pot córrer en qualsevol plataforma suportada per Quake 3.
A més, la MV conté compiladors bytecode per a les arquitectures x86 i PowerPC, executant instruccions QVM com a codi natiu en lloc de fer-ho a través d'un intèrpret.

## El joc

### Maneres de joc
Quake III Arena porta diversos tipus de joc. Ells són:
- Free for All (FFA) ? Combat mortal. En aquesta manera tots els jugadors lluiten entre si. Guanya qui més morts (frags) s'anoti en acabar la partida, o qui arribi al límit de frags establerts.
- Team Deathmatch (TDM) - Combat mortal per equips. Igual que FFA, aquí es tracta de barallar, però no tots contra tots, sinó dividits en dos equips. L'equip que més frags anoti, o el que arribi al límit de frags, guanya la partida.
- Tournament (1v1) - Torneig de duels un contra un. Juguen dos jugadors, mentre la resta especta la partida. El guanyador del duel participa en el proper, el perdedor passa a ser espectador.
- Capturi the Flag (CTF) - Capturar la bandera. En aquesta modalitat hi ha dos equips, cadascun amb la seva base, i dins de cada base hi ha una bandera. L'objectiu d'aquesta modalitat és aconseguir la major quantitat de captures de bandera possibles dins del temps estipulat, o arribar primer al límit de banderes. Per fer una captura, cal infiltrar-se a la base enemiga, prendre la seva bandera, tornar a la base, i tocar la bandera pròpia. Per fer una captura, la bandera pròpia ha d'estar a la base; si no està, caldrà recuperar-la.

### Single-player
A diferència dels seus predecessors, Q3A no té una campanya basada en missions. En el seu lloc hi ha una sèrie de lluites que simulen l'experiència multijugador usant oponents controlats per computadora, més coneguts com a bots. (Vegeu més a baix)
La història del joc és molt simple; els millors guerrers de tots els temps lluiten per a la diversió d'una raça anomenada Vadrigar en l'Arena Eterna. La continuïtat amb jocs anteriors de la sèrie i fins i tot Doom es veu reflectida en la inclusió de personatges relacionats amb aquells jocs en particular (igual que certa informació inclosa de cada personatge en el manual), una arquitectura familiar de mapa (barreja d'arquitectura gòtica amb tecnologia), i ítems específics; per exemple, l'ítem Quad Damage i el Rocket Launcher, pertanyents al primer i segon lliurament, i la poderosa BFG10K, que va debutar en Quake 2. Potser el joc hagi de ser parcialment considerat com a cànon de totes les sèries de jocs Quake i Doom, ja que el joc està basat en una altra dimensió: l'Arena Eterna.
En el joc, hi ha una sèrie de mapes que consisteixen en combats amb diferents personatges del joc. Aquests van des de la dificultat més fàcil (Crash, en el Tier 0) fins a la més difícil (Xaero, en el Tier 7) sense importar el nivell de dificultat que s'hagi triat des del menú principal. La sintaxi dels noms de mapa estan compostes pel nom del joc, el tipus de mapa, i després el seu nombre. Per exemple, Q3DM5 és "Quake 3 Mapa DM número 5", mentre que Q3TOURNEY3 és "Quake 3 Mapa Torneig número 3". Mentre que els mapes comuns de DM estan dissenyats per 16 jugadors, els mapes de Torneig estan dissenyats per a 'duels' entre 2 jugadors, i en el joc d'un sol jugador poden ser considerats com les batalles contra 'caps'.
A més, les armes estan dissenyades de manera tal que no hi ha una arma "dominant". El balanç d'armes es va aconseguir en revisar versions anteriors dels jocs de la sèrie; Quake i Quake II. Per exemple, el Rocket Launcher en Quake és tan efectiu que va dominar l'escena sencera del combat DM, i el seu similar de Quake II té menys poder a tal punt que altres armes es van fer fortes davant aquesta. La versió de Quake III és efectiva quant a ús, però no té massa poder, permetent que sigui contrarestada en moltes situacions.
Les armes comencen com a ítems. Apareixen a intervals regulars en llocs específics en el mapa, depenent del valor per a la variable g_weaponrespawn. Quan el jugador pren l'arma, la reserva de munició per a la mateixa queda subjecta a un nombre fix. De totes maneres, si el jugador té més munició de la qual indica aquest nombre, i sense importar que el jugador hagi pres una altra arma o més munició per a aquesta, només una ronda addicional s'agrega. Quan un jugador mor, totes les seves armes, a excepció del Gauntlet i la Machine Gun, són eliminades del seu inventari. El jugador, a més, deixa caure l'arma que estava usant fins a la seva mort, permetent que altres jugadors la prenguin i dupliquin la seva quantitat de munició en aquesta arma.
Existeixen coses curioses en el disseny d'alguns mapes de Quake III Arena, per exemple en el mapa anomenat: "Q3DM14" existeix una figura penjant de la paret que s'assembla a Jesucrist col·locat la corona d'espines i té un aspecte negre; En el mapa "Q3DM15" existeix el cap tallat d'un dels programadors de Q3A i s'assembla bastant al programador John Carmack.

### Multijugador
Quake III Arena va ser dissenyat específicament per al joc entre múltiples jugadors. Això significa que el joc permet als jugadors, que les seves computadores estan connectades a una xarxa o a Internet, disputar partides entre si, en temps real. Usa una estructura d'arquitectura client-servidor que requereix que els clients de totes les computadores dels jugadors es connectin a un sol servidor. El focus multijugador de Q3A va fer possible el sorgiment d'una comunitat similar a Quakeworld, que continua activa fins al dia d'avui.

## Modificacions
Igual que els seus predecessors, Quake i Quake II, Quake III Arena pot ser modificat per suportar altres tipus de joc. Les modificacions (mods) més populars són:
- Rocket Arena 3 - Un mod enfocat en la modalitat Torneig, permetent que els jugadors juguin en el mateix servidor en 4 sorres diferents. Si bé depèn de la configuració pròpia de l'Arena, les armes dels jugadors poden ser configurades perquè aquestes no facin mal als qui les usen, permetent l'ús constant de la tècnica del Rocket-Jump o salt amb Rocket Launcher. A diferència del Quake normal, quan un jugador mor, aquest es manté com a espectador fins que tot el seu equip mori.
- DeFRaG - Una modificació que permet als jugadors entrenar les seves habilitats de salt (trickjumping) i competir contra uns altres completant tota classe de proves usant aquestes habilitats.
- Weapons Factory Arena - Una modificació basada en CTF igual que Team Fortress, que a més usa classes de jugador i modificacions al tipus de joc.
- Orange Smoothie Productions - Proveeix moltes implementacions i permet personalitzar i manejar el joc.
- Excessive Plus - Especial per a jocs online, on I+ organitza els seus propis tornejos a escala mundial, entre sons als personatges, agilitat per moure't amb ajuda de les armes.
- Urban Terror - Introdueix el tipus de joc tàctic, p.i. joc en equip en entorns més realístics.
- Challenge Pro Mode Arena (anteriorment conegut com a Promode) * Una modificació per als tipus de joc que inclou físiques i opcions que permeten manejar el control aeri, rebalanceig d'armes, canvi més ràpid d'armes i implementacions de salts.

## Bots
Quake III Arena conté un sistema d'intel·ligència artificial avançat, (per a l'època) amb 5 diferents nivells de dificultat. Cada bot té la seva pròpia 'personalitat', (de vegades humorística) expressada a través d'un nombre de línies de xat basades en diversos factors per simular de forma aleatòria la parla dels jugadors. Els factors inclouen el percentatge d'oportunitats de cada bot per parlar, respostes quan s'elimina a un jugador o bot amb una certa arma o quan ho eliminen idem, quan se suïciden o veuen a altres bots o jugadors suïcidant-se, encertant, però no eliminant, a un jugador o bot i/o quedant-se atrapats, elogiant o menyspreant a un oponent quan són eliminats per est, fent una classe de comentari burleta després d'eliminar a un rival, respostes a l'atzar basades en paraules que el jugador o bot escriuen en el xat, i frases a l'atzar i línies que han estat ingressades en el xat basant-se en el percentatge del bot per xatejar igual que altres tipus de xat.
Cada categoria de bot-xat té algunes línies que han de ser escrites pel bot, reduint la chance que qualsevol bot repeteixi la mateixa línia durant un llarg període perquè el "bot xat" sembli més realista, si ben de vegades és inevitable que la repetició de línies ocorri. Aquests bots serveixen com a bona pràctica i poden ser difícils de manejar per a un novençà i més encara per a un jugador experimentat, si ben molts dels bots que venen amb el joc no són tan avançats fins i tot en el nivell de dificultat "Nightmare" ("Malson") per mostrar un desafiament dur a un jugador molt experimentat.
El Gladiator Bot de Quake II va ser traslladat a Quake III i incorporat en el joc pel seu creador. Les línies de xat van ser escrites per R. A. Salvatore, Seven Swords and Steve Winter. El Gladiator Bot Zero va ser rebatejat com a Xaero i és l'oponent més dur del joc.

## Joc competitiu
El desenvolupament enfocat al multijugador de Quake III Arena' va fer que es desenvolupés una gran comunitat de jugadors competitius, i igual que el seu predecessor en la sèrie va ser usat extensivament en els tornejos d'eSports.
En el Quake III Arena competitiu, hi ha dues disciplines diferents, de vegades referides com a "sets de regles" o "Rulesets". El joc Quake III Arena com ve en la caixa està referit com el ruleset Vanilla Quake 3. És referit com 'vanilla' en contrast amb el ruleset CPM de la modificació Challenge Pro Mode Arena.
El 26 de juliol de 2006, Challenge Pro Mode Arena amb el Ruleset VQ3 va ser seleccionat per la CPL com el joc per al seu torneig, a més de convertir-ho com el mod competitiu no-oficial per Quake III Arena. Prèviament, OSP va ser la modificació més usada per als tornejos.

### Competicions i lligues
- CAL
- VPL
- ESWC
- Quakecon
- WCG
- ClanBase

Posteriorment, alguns d'aquests esdeveniments van deixar d'incloure a Quake 3.

## Banda sonora
La banda sonora conté música de Front Line Assembly i Sonic Mayhem:
- Intro (1:51) per Front Line Assembly
- Deathmatch (3:17) per Front Line Assembly
- Hell's Gate (2:21) per Front Line Assembly
- Tier (2:14) per Front Line Assembly
- Lost Souls (2:00) per Front Line Assembly
- Old Castle (2:09) per Front Line Assembly
- Quad Damage (3:05) per Sonic Mayhem
- Sacrifice (2:22) per Sonic Mayhem
- Fraggot (3:36) per Sonic Mayhem
- Rocket Jump (3:16) per Sonic Mayhem
- Xaero (3:30) per Sonic Mayhem
- Battle Lost (0:51) per Front Line Assembly
- Battle Won/Credits (1:36) per Front Line Assembly